# پت والکدن
 پت والکدن (انگلیسی: Pat Walkden؛ زادهٔ ۱۲ فوریهٔ ۱۹۴۶) یک تنیس‌باز اهل آفریقای جنوبی است.